# Eresztevény

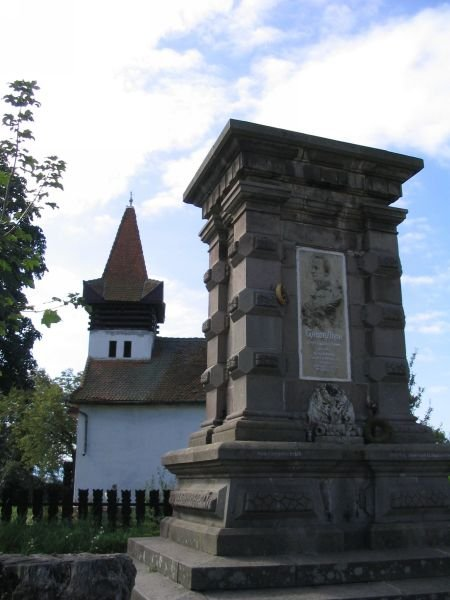
Gábor Áron síremléke

Eresztevény (románul Eresteghin) falu Romániában Kovászna megyében. 1964 óta Maksához tartozik.

## Fekvése
Sepsiszentgyörgytől 14 km-re keletre a Bodoki-hegység déli végénél a Besenyő-patak mentén fekszik.

## Nevének eredete
Neve a régi magyar eresztény főnévből való, mely fiatal sarjerdőt jelent.

## Története
Ősidők óta lakott hely. A Besenyő-patak jobb oldali teraszán vaskori település nyomait találták. A határában emelkedő óriás nevű magaslaton várnyomok látszanak. A reformáció előtt a Kápolna nevű helyen kápolna állott, amely búcsújáró hely volt. Református temploma 1818-ban épült. 1910-ben 221 lakosa volt. A trianoni békeszerződésig Háromszék vármegye Sepsi járásához tartozott.
Eresztevény egybenőtt a községközpont Maksával.

## Látnivalók
- A falu templomának kertjében van eltemetve Gábor Áron, aki 1849. július 2-án a kökösi hídnál halt hősi halált. Emlékművét 1892. július 31-én avatták fel. Az emlékmű felirata:

GÁBOR ÁRON
a hős ágyúöntő székely 1848-49-i honvéd őrnagy,
Született 1814. november 7-én elesett
a kökösi csatatéren 1849. július 2-án